# ريح الأوراس (فلم)
ريح الأوراس فيلم جزائري للمخرج:محمد الأخضر حمينة، أول عرض له كان سنة 1966. يعد الفيلم من الكلاسيكيات السينما الجزائرية، ويتناول معناة الشعب الجزائري إبان الاحتلال الفرنسي حرب التحرير الجزائرية.

## أحداث الفيلم
يصور الفيلم معاناة أم (كلثوم) من منطقة الأوراس توفي زوجها إثر قصف جوي للمنزل، واعتقال الجيش الفرنسي أيام الاستعمار للإبن.
الأم لم تيأس في البحث عن ابنها رغم الصعاب والمعوقات وضعف الحال، فجالت من معتقل لآخر عسى أن ترى فلذة كبدها. وفي مشهد درامي تموت الأم عند السلك الشائك الذي يحيط بمكان اعتقال ابنها رغبة منا في الاقتراب أكثر منه.

## بطاقة التقنية
- الإخراج :محمد الأخضر حمينة
- سيناريو : محمد الأخضر حمينة وتوفيق فارس
- المنتج : الديوان الوطني للتجارة والصناعة السينما توغرافية
- أنتجه : الديوان الوطني للتسويق وصناعة سينماتوغرافية - الجزائر
- أول عرض : 1966
- نوع : دراما، حرب
- مدة الفيلم : 95 دقيقة

## الممثلون
- عائشة عجوري (كلثوم)
- محمد الشويخ
- عمر طيان
- حسان الحساني
- مصطفى كاتب
- تانيا تيمقاد

## جوائز
- الجائزة الأولى بمهرجان كان سنة 1967.
- الجائزة الأولى للاتحاد الكتاب السوفيات
- الغزال الذهبي لمهرجان طنجة المغرب عام 1966

## روابط خارجية
- ريح الأوراس على موقع IMDb (الإنجليزية)
- ريح الأوراس على موقع قاعدة بيانات الأفلام العربية
- ريح الأوراس على موقع ألو سيني (الفرنسية)
- ريح الأوراس على موقع أول موفي (الإنجليزية)
- ريح الأوراس على موقع فيلمافينيتي (الإسبانية)
- ريح الأوراس على موقع قاعدة بيانات الأفلام السويدية (السويدية)
- ريح الأوراس على موقع قاعدة بيانات الفيلم (الإنجليزية)
- ريح الأوراس على موقع ليتربوكسد (الإنجليزية)
- ريح الأوراس على موقع كينوبويسك (الروسية)